# Guerra de Char Bouba
La guerra de los Treinta Años Mauritana o guerra de Char Bouba (transliteración con grafía francesa de las palabras Shar Bubá) fue un enfrentamiento bélico que tuvo lugar entre 1644 y 1674 en las áreas territoriales tribales hoy ocupadas por Mauritania y el Sahara Occidental entre las tribus bereberes sanhaya y el imán lamtuna Nasr ad-Din contra la inmigración de los árabes beduinos maqil, con los Beni Hassan como tribu más importante.
El conflicto finalizó con la derrota bereber cuyos miembros fueron obligados a rendirse y someterse a las tribus árabes, a quienes debieron pagar el tributo correspondiente, la horma. La nueva sociedad se estamentó entre aquellos que debían dedicar sus esfuerzos en las capas sociales más bajas (agricultores semisedentarios y pescadores) como la tribu zenaga y quienes podían mantener una situación de mayor privilegio en el campo religioso (morabitos y zawiyas). Por encima de ambos se situaban los vencedores a quienes correspondían los derechos colectivos y el gobierno.
El efecto más sobresaliente fue la arabización social y la considerable merma de la cultura de las tribus originarias que ocupaban el territorio, con la pérdida paulatina de las lenguas bereberes en beneficio del árabe y del dialecto beduino hassanía. La situación permaneció estable hasta la colonización francesa, si bien la tradicional sociedad de la zona ha mantenido casi estancadas las diferencias estamentales hasta el siglo XXI.